# 荆棘冠冕 (提香,1543年)
《荆棘冠冕》是意大利文艺复兴艺术大师提香的一幅布面油画，绘制于1542 至 1543 年，现藏于法国巴黎的卢浮宫。
这幅画是由米兰恩宠圣母堂 的善会订制。1797 年拿破仑征服米兰时将其抢到法国。

画中的场景相当残酷：折磨者用手杖将王冠拧到耶稣的头上。画中耶稣的一只脚伸到台阶上，人们可以感觉到血液在血管中流动。手杖组成的图案，像刀一样切开人物，在耶稣头部的右侧形成一个三角形。提香无与伦比的风格，还体现在闲置在最前面的台阶上的手杖，像蛇一样静止、无影且致命。 
德国画家弗里茨·冯·乌德认为这幅画是“有史以来最伟大的画作”。 